# Championnats d'Espagne d'ultra-trail
Les championnats d'Espagne d'ultra-trail sont organisés tous les ans par la Fédération espagnole de sports de montagne et d'escalade (FEDME) et désignent les champions d'Espagne de la catégorie.

## Règlementation
Le parcours de l'épreuve doit consister en une distance minimale de 60 kilomètres et d'un dénivelé positif cumulé d'au moins 3 600 mètres.

## Histoire
En 2012, la Fédération espagnole de sports de montagne et d'escalade (FEDME) révise son règlement d'ultra-trail et décide d'organiser des championnats d'Espagne d'ultra-trail en 2013. La première édition a lieu dans le cadre du Penyagolosa Trails CSP. Remigio Queral et Xari Adrián sont les premiers titrés.
L'édition 2020 est annulée en raison de la pandémie de Covid-19.
Lors de l'édition 2022, José Ángel Fernández et Jesús Gil franchissent la ligne d'arrivée main dans la main. D'un commun accord, ils décident de se répartir à chacun le titre de champion d'Espagne et la place pour les championnats du monde de skyrunning 2022. Néanmoins, le règlement de la FEDME impose que seul le champion d'Espagne bénéficie de la sélection aux championnats du monde. Déçu de cette décision, Jesús Gil dépose un recours. La FEDME ré-examine les résultats et déclare finalement Jesús Gil champion, ayant franchi la ligne d'arrivée avec cinq millièmes d'avance sur José Ángel Fernández. Jesús Gil hérite également de la qualification aux championnats du monde de skyrunning,. Après appel de José Ángel Fernández concernant cette décision, le comité disciplinaire de la FEDME décide de lui restituer le titre étant donné le fait que les deux athlètes s'étaient mis d'accord sur le classement final. Néanmoins, la qualification des championnats du monde lui revient également.
L'édition 2024 se déroule dans le cadre de l'épreuve de 70 km du DesafiOSOmiedo. L'événement est endeuillé par la mort d'un concurrent sur l'épreuve du 45 km et la direction de course prend la décision d'arrêter toutes les épreuves. Selon le règlement de la FEDME, les championnats sont décidés sur la base des positions aux derniers points de contrôle. Julen Calvó et Oihana Kortazar sont titrés.

## Palmarès
| Édition | Date               | Lieu                                                      | Gagnant                                                   | Gagnante                                                  |
| ------- | ------------------ | --------------------------------------------------------- | --------------------------------------------------------- | --------------------------------------------------------- |
| 1re     | 11 mai 2013        | Vistabella del Maestrat                                   | Remigio Queral                                            | Xari Adrián Caro                                          |
| 2e      | 18 mai 2014        | Vistabella del Maestrat                                   | Miguel Ángel Heras                                        | Silvia Trigueros                                          |
| 3e      | 26 juin 2015       | Navacerrada                                               | Miguel Ángel Heras                                        | Gemma Arenas Alcázar                                      |
| 4e      | 2 avril 2016       | Viladrau                                                  | Gerard Morales Ramirez                                    | Gemma Arenas Alcázar                                      |
| 5e      | 10 juin 2017       | Covadonga                                                 | Javier Dominguez-Ledo                                     | Eva Moreda                                                |
| 6e      | 1er septembre 2018 | Panticosa                                                 | Andreu Simón                                              | Laura Sola de Miguel                                      |
| 7e      | 27 juillet 2019    | Pola de Somiedo                                           | Juan José Somohano Peramato                               | Gemma Arenas Alcázar                                      |
| -       | 2020               | Championnats annulés en raison de la pandémie de Covid-19 | Championnats annulés en raison de la pandémie de Covid-19 | Championnats annulés en raison de la pandémie de Covid-19 |
| 8e      | 5 juin 2021        | Vilaflor de Chasna                                        | Andreu Simón                                              | Marta Molist                                              |
| 9e      | 19 mars 2022       | Quesada                                                   | José Ángel Fernández                                      | Marta Molist                                              |
| 10e     | 29 avril 2023      | Paüls                                                     | Marc Ollé Bernades                                        | Gemma Arenas Alcázar                                      |
| 11e     | 6 juillet 2024     | Somiedo                                                   | Julen Calvó                                               | Oihana Kortazar                                           |
| 12e     | 31 mai 2025        | Cazorla                                                   | José Ángel Fernández                                      | Gemma Arenas Alcázar                                      |